# Selección de fútbol de Mayotte
La Selección de fútbol de Mayotte representa la Colectividad Territorial de francés Mayotte en el fútbol internacional.

## Historia
Mayotte no es miembro de la FIFA ni de la  CAF, por lo que no es elegible para entrar en la  Mundial o la Copa Africana de Naciones. Hasta 2007, Mayotte había jugado dos partidos amistosos contra la isla francesa de Reunión y tres contra Madagascar.
En 2007, el equipo compitió por primera vez en  Juegos del Océano Índico, terminando en tercera posición después de perder contra Madagascar en la semifinal y vencer a Mauricio en la serie por el tercer puesto después de los lanzamientos desde el punto de penal.
En 2011, consiguió el cuarto lugar en los juegos del océano Índico de ese año tras perder contra Reunión en el partido por el tercer lugar por 0-1.
El último torneo que jugó fue en la Copa de Ultramar 2012, quedando en el cuarto lugar. En el primer partido venció a Tahití por 3-1, en el segundo partido vencieron a  Nueva Caledonia por 2-0 y en el último partido de la fase de grupos perdió por 0-3 frente a Martinica. Ya en el partido por el tercer lugar, cayó por 1-0 frente a Guadalupe.

## Historial contra otras selecciones
Actualizado el 11 de agosto de 2019
| Oponente             | PJ | PG | PE | PP | GF | GC | DF |
| -------------------- | -- | -- | -- | -- | -- | -- | -- |
| Madagascar           | 9  | 1  | 5  | 3  | 7  | 13 | -6 |
| Reunión              | 8  | 1  | 1  | 6  | 7  | 17 |    |
| Mauricio             | 6  | 3  | 2  | 1  | 6  | 6  | 6  |
| Seychelles           | 3  | 2  | 0  | 1  | 5  | 3  | 2  |
| Guayana Francesa     | 2  | 0  | 1  | 1  | 4  | 6  | -2 |
| Guadalupe            | 2  | 0  | 0  | 2  | 0  | 5  | -5 |
| Nueva Caledonia      | 2  | 1  | 0  | 1  | 4  | 3  | 1  |
| San Pedro y Miquelón | 1  | 1  | 0  | 0  | 10 | 0  | 10 |
| Tahití               | 1  | 1  | 0  | 0  | 3  | 1  | 2  |
| Martinica            | 1  | 0  | 0  | 1  | 0  | 3  | -3 |
| Maldivas             | 2  | 2  | 0  | 0  | 6  | 2  | 4  |
| Comoras              | 1  | 1  | 0  | 0  | 2  | 0  | 2  |
| 12 países            | 38 | 13 | 9  | 16 | 54 | 56 | −2 |

## Estadísticas

### Juegos del Océano Índico
| Juegos del Océano Índico | Juegos del Océano Índico | Juegos del Océano Índico | Juegos del Océano Índico | Juegos del Océano Índico | Juegos del Océano Índico | Juegos del Océano Índico | Juegos del Océano Índico |
| Año                      | Ronda                    | J                        | G                        | E                        | P                        | GF                       | GC                       |
| ------------------------ | ------------------------ | ------------------------ | ------------------------ | ------------------------ | ------------------------ | ------------------------ | ------------------------ |
| 1979 - 2003              | No existía la selección  | No existía la selección  | No existía la selección  | No existía la selección  | No existía la selección  | No existía la selección  | No existía la selección  |
| 2007                     | Tercer lugar             | 4                        | 2                        | 0                        | 2                        | 3                        | 7                        |
| 2011                     | Cuarto lugar             | 4                        | 1                        | 1                        | 2                        | 3                        | 2                        |
| 2015                     | Subcampeón               | 5                        | 3                        | 1                        | 1                        | 8                        | 6                        |
| 2019                     | Tercer lugar             | 5                        | 3                        | 0                        | 2                        | 8                        | 4                        |
| 2023                     | Fase de grupos           | 2                        | 0                        | 2                        | 0                        | 0                        | 0                        |
| Total                    | 5/11                     | 20                       | 9                        | 4                        | 7                        | 22                       | 19                       |

### Coupe de l'Outre-Mer
| Coupe de l'Outre-Mer | Coupe de l'Outre-Mer | Coupe de l'Outre-Mer | Coupe de l'Outre-Mer | Coupe de l'Outre-Mer | Coupe de l'Outre-Mer | Coupe de l'Outre-Mer | Coupe de l'Outre-Mer |
| Año                  | Ronda                | J                    | G                    | E                    | P                    | GF                   | GC                   |
| -------------------- | -------------------- | -------------------- | -------------------- | -------------------- | -------------------- | -------------------- | -------------------- |
| 2008                 | Fase de grupos       | 3                    | 0                    | 0                    | 3                    | 5                    | 13                   |
| 2010                 | Cuarto lugar         | 4                    | 1                    | 1                    | 2                    | 13                   | 8                    |
| 2012                 | Cuarto lugar         | 4                    | 2                    | 0                    | 2                    | 5                    | 5                    |
| Total                | 3/3                  | 11                   | 3                    | 1                    | 7                    | 23                   | 26                   |